# Real Club Celta de Vigo 2018-2019
Questa voce raccoglie le informazioni riguardanti il Real Club Celta de Vigo nelle competizioni ufficiali della stagione 2018-2019.

## Maglie e sponsor
| Casa | Trasferta |

Sponsor ufficiale: Estrella Galicia
Fornitore tecnico: Adidas

## Organico

### Rosa
In corsivo i calciatori ceduti durante la stagione
| N. |                        | Ruolo | Calciatore            |
| -- | ---------------------- | ----- | --------------------- |
| 1  | Spagna (bandiera)      | P     | Sergio Álvarez        |
| 2  | Spagna (bandiera)      | D     | Hugo Mallo (capitano) |
| 3  | Spagna (bandiera)      | A     | David Costas          |
| 4  | Messico (bandiera)     | D     | Néstor Araujo         |
| 5  | Turchia (bandiera)     | C     | Okay Yokuşlu          |
| 6  | Serbia (bandiera)      | C     | Nemanja Radoja        |
| 7  | Turchia (bandiera)     | A     | Emre Mor              |
| 8  | Spagna (bandiera)      | C     | Fran Beltrán          |
| 9  | Uruguay (bandiera)     | A     | Maxi Gómez            |
| 10 | Spagna (bandiera)      | A     | Iago Aspas            |
| 11 | Danimarca (bandiera)   | C     | Pione Sisto           |
| 12 | Paesi Bassi (bandiera) | D     | Wesley Hoedt          |
| 13 | Spagna (bandiera)      | P     | Rubén Blanco          |
| 14 | Slovacchia (bandiera)  | C     | Stanislav Lobotka     |
| 15 | Slovacchia (bandiera)  | D     | Robert Mazan          |

| N. |                      | Ruolo | Calciatore        |
| -- | -------------------- | ----- | ----------------- |
| 15 | Uruguay (bandiera)   | D     | Lucas Olaza       |
| 16 | Danimarca (bandiera) | C     | Andrew Hjulsager  |
| 17 | Spagna (bandiera)    | D     | David Juncà       |
| 18 | Danimarca (bandiera) | C     | Mathias Jensen    |
| 19 | Marocco (bandiera)   | A     | Sofiane Boufal    |
| 20 | Spagna (bandiera)    | D     | Kevin Vázquez     |
| 21 | Spagna (bandiera)    | C     | Jozabed Sánchez   |
| 22 | Argentina (bandiera) | D     | Gustavo Cabral    |
| 23 | Spagna (bandiera)    | C     | Brais Méndez      |
| 24 | Argentina (bandiera) | D     | Facundo Roncaglia |
| 24 | Algeria (bandiera)   | C     | Ryad Boudebouz    |
| 25 | Paraguay (bandiera)  | D     | Júnior Alonso     |
| 26 | Spagna (bandiera)    | P     | Iván Villar       |
| 29 | Nigeria (bandiera)   | A     | Emmanuel Apeh     |
| 32 | Germania (bandiera)  | A     | Dennis Eckert     |